# Schloss Wiesloch

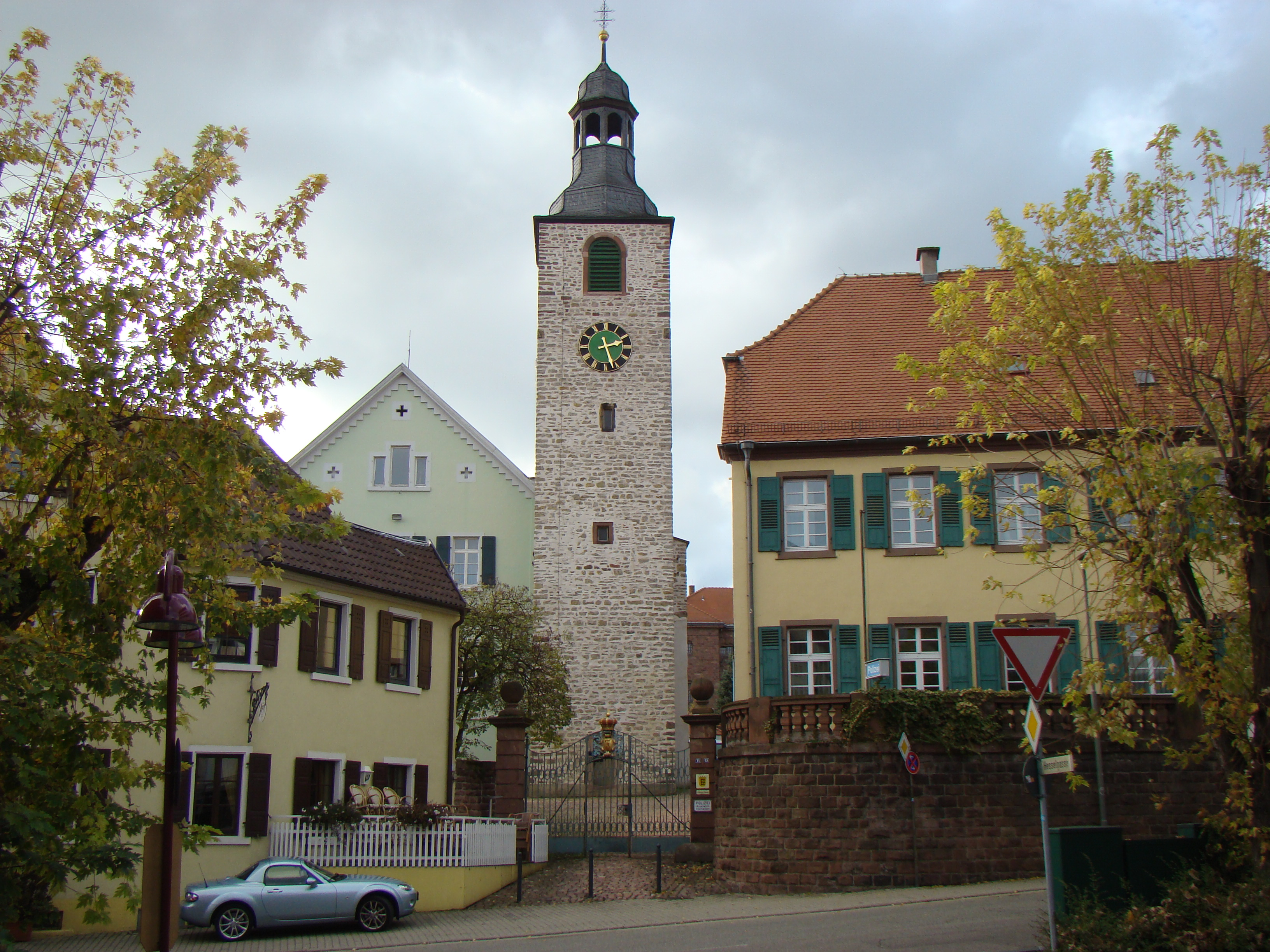
Schlossturm in Wiesloch

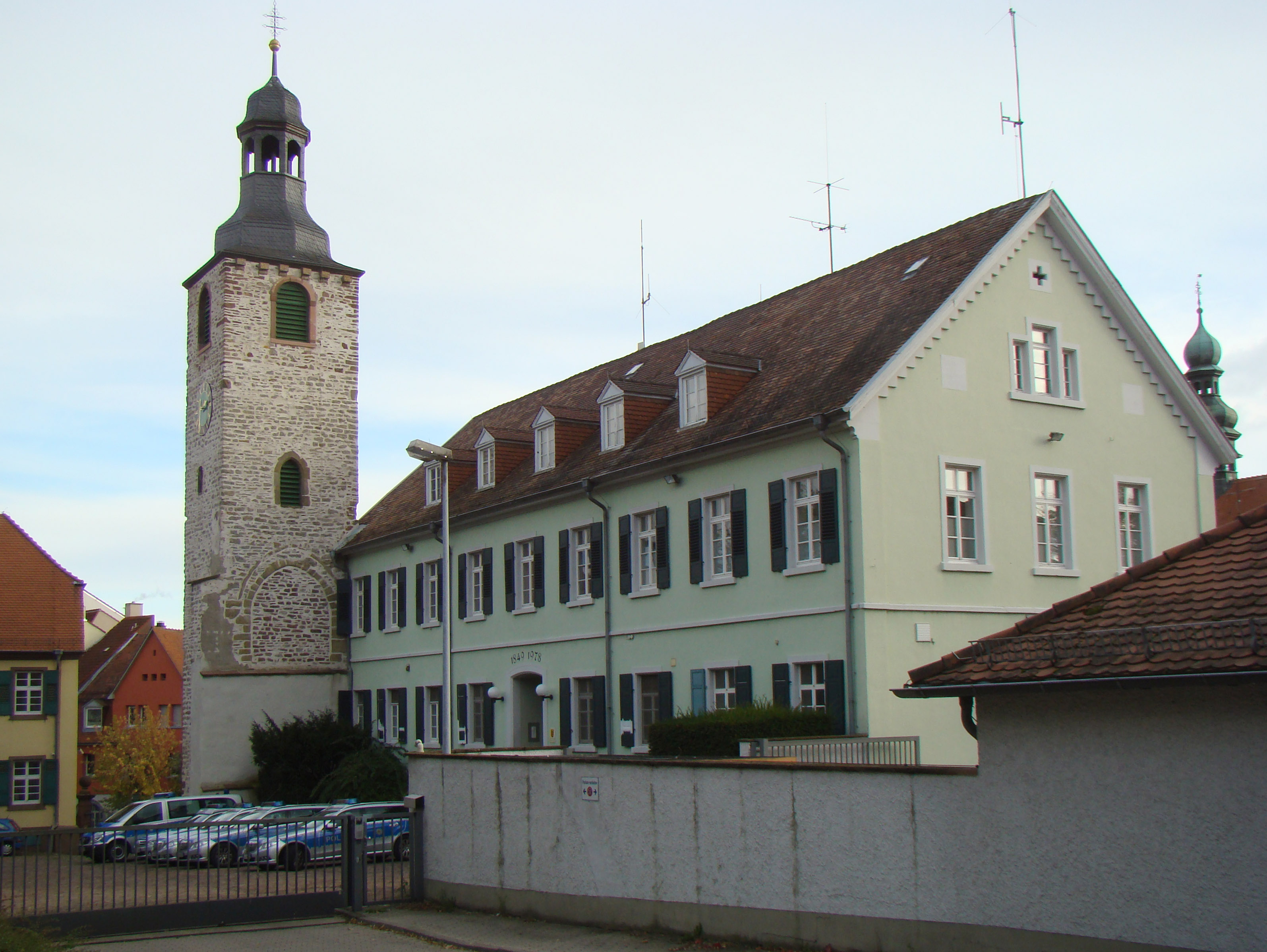
Rückwärtige Ansicht

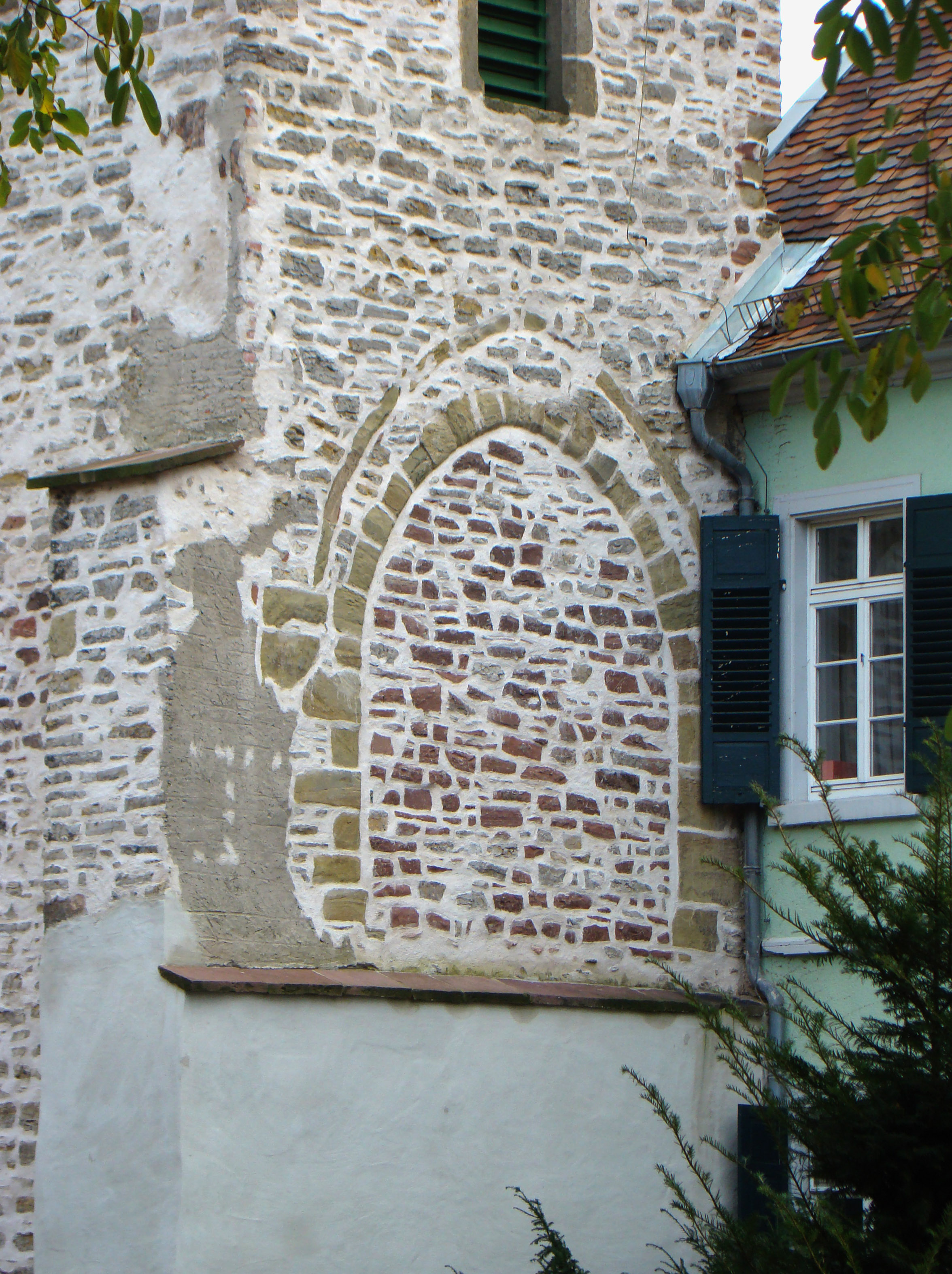
Mauerwerksdetail am Schlossturm

Das Schloss Wiesloch befand sich in Wiesloch, einer Stadt im Rhein-Neckar-Kreis in Baden-Württemberg. Das Schloss geht auf eine mittelalterliche Burg zurück. Nach Zerstörungen im Pfälzischen Erbfolgekrieg wurde die ruinöse Anlage bis auf den alten Bergfried abgerissen. Die heutigen, zu Verwaltungszwecken genutzten Gebäude stammen aus dem 18. Jahrhundert.

## Geschichte
Über den Ursprung der Burg gibt es keine Urkunden. Die ältesten Streufunde aus dem Umfeld der Burg stammen aus dem 10. Jahrhundert. Man nimmt aus dem geschichtlichen Zusammenhang heraus an, dass die Burg im 11. Jahrhundert zum Schutz der südlich des Leimbachs gelegenen Bergbausiedlung errichtet und sukzessive ausgebaut wurde. Die Buckelquader an der südwestlichen Ecke der Umfassungsmauer datieren ihrer Form nach in das späte 12. oder frühe 13. Jahrhundert.
Erstmals urkundlich erwähnt wurde die Burg 1288, als Burg und Stadt Wiesloch bereits zur Pfalzgrafschaft zählten. Von 1288 bis 1296 soll Pfalzgraf Rudolf I. nach dem großen Heidelberger Brand in Wiesloch residiert haben. 1296 urkundete König Adolf in Wiesloch. 1292 wird ein Burgmann Conrad von (Sand-)Hausen genannt, 1298 ein Wolfram von Clingenberg. 1303 und 1307 wurde die Burg Pfalzgräfin Mechthild, Tochter König Adolfs, als Witwengut verschrieben. 1365 erhielt Graf Burkhard von Hohenberg die Burghut als Pfand von Pfalzgraf Ruprecht I. 1407 hielt König Ruprecht Hof auf der Burg, 1438 hielt sich Pfalzgraf Otto I. dort auf. 1570 war Kaiser Maximilian II. zu Gast auf der Burg.
Ab dem frühen 17. Jahrhundert wurde die Burg Schloss genannt. 1629 befand sich das Bauwerk gemäß einem Bericht des Schultheißen Johann Baptist Vest noch in gutem Zustand. Auch im weiteren Verlauf des Dreißigjährigen Krieges scheint die Anlage keine größere Schäden genommen zu haben. Freilich mangelte es in den damaligen Notzeiten an Unterhaltsmaßnahmen, so dass 1669 und 1688 größere bauliche Mängel beschrieben wurden.
Zerstört wurde das Schloss schließlich 1689 durch die Franzosen im Pfälzischen Erbfolgekrieg. Bis auf den mächtigen Bergfried hat man danach die Ruinen rasch abgetragen. 1713 wird bereits ein Platz beschrieben, auf dem sich ehemals das Schloss befand. 1724 war der Platz immer noch öd und die katholische Gemeinde erhielt die Erlaubnis, dort eine Kirche zu errichten. Im Zuge des Kirchenbaus wurde der alte Bergfried zum Glockenturm umgebaut. Die Kirche wurde bereits 1837 wieder abgerissen. Steine des Schlosses wurden zwischen 1746 und 1751 auch zum Bau der Augustiner-Klosterkirche, der heutigen Laurentiuskirche, verwendet.
Das heutige Hauptgebäude der Anlage wurde ebenfalls im Verlauf des 18. Jahrhunderts neu erbaut. Es diente von 1810 bis 1938 als Sitz des Bezirksamtes Wiesloch und wird heute als Polizeistation genutzt.
Der viereckige Turm aus Bruchsteinen wurde im 20. Jahrhundert mit einer verschieferten Laterne versehen, die von einem Dachknauf mit Patriarchenkreuz bekrönt wird.

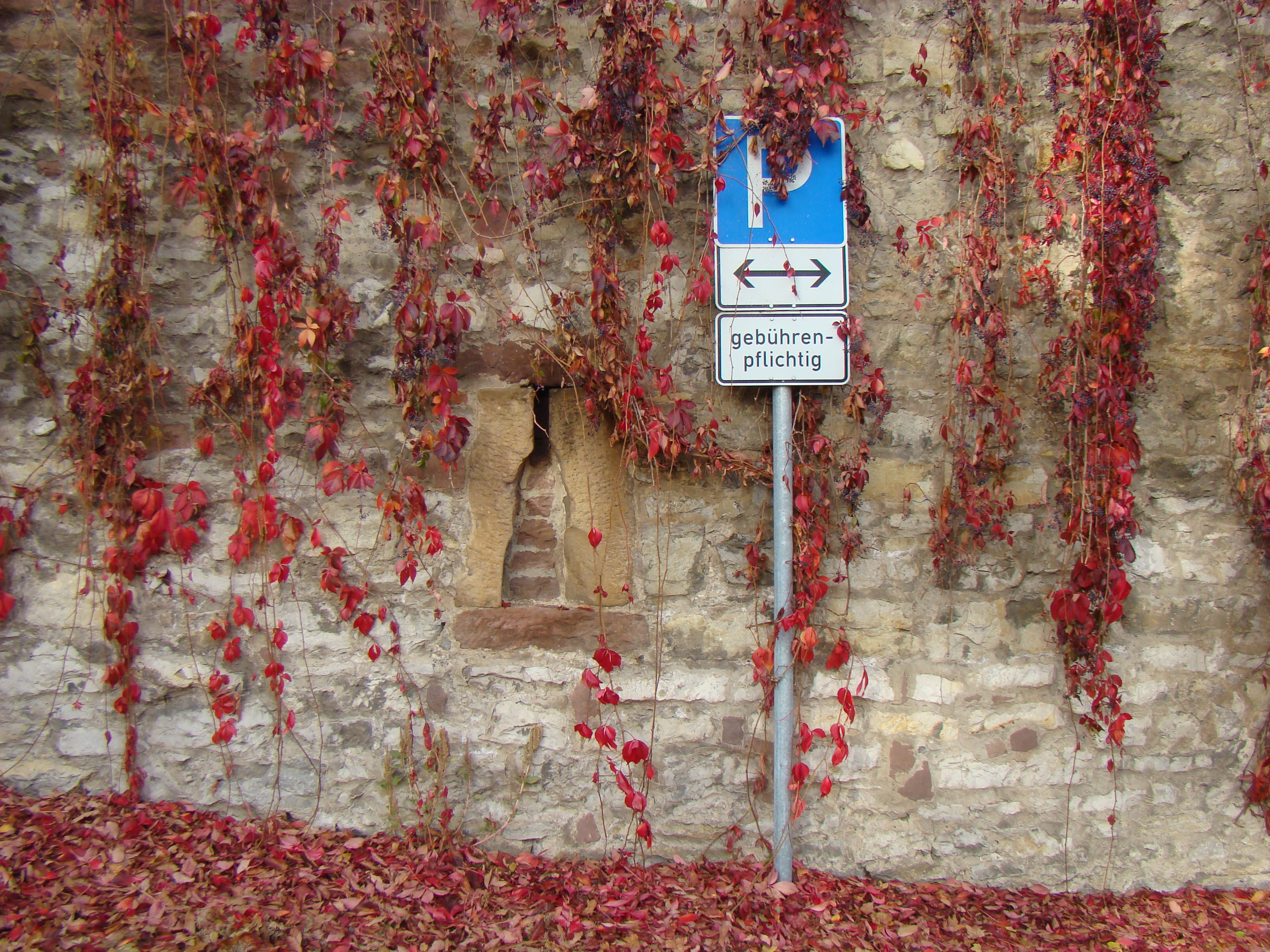
Reste der Ummauerung mit Scharte
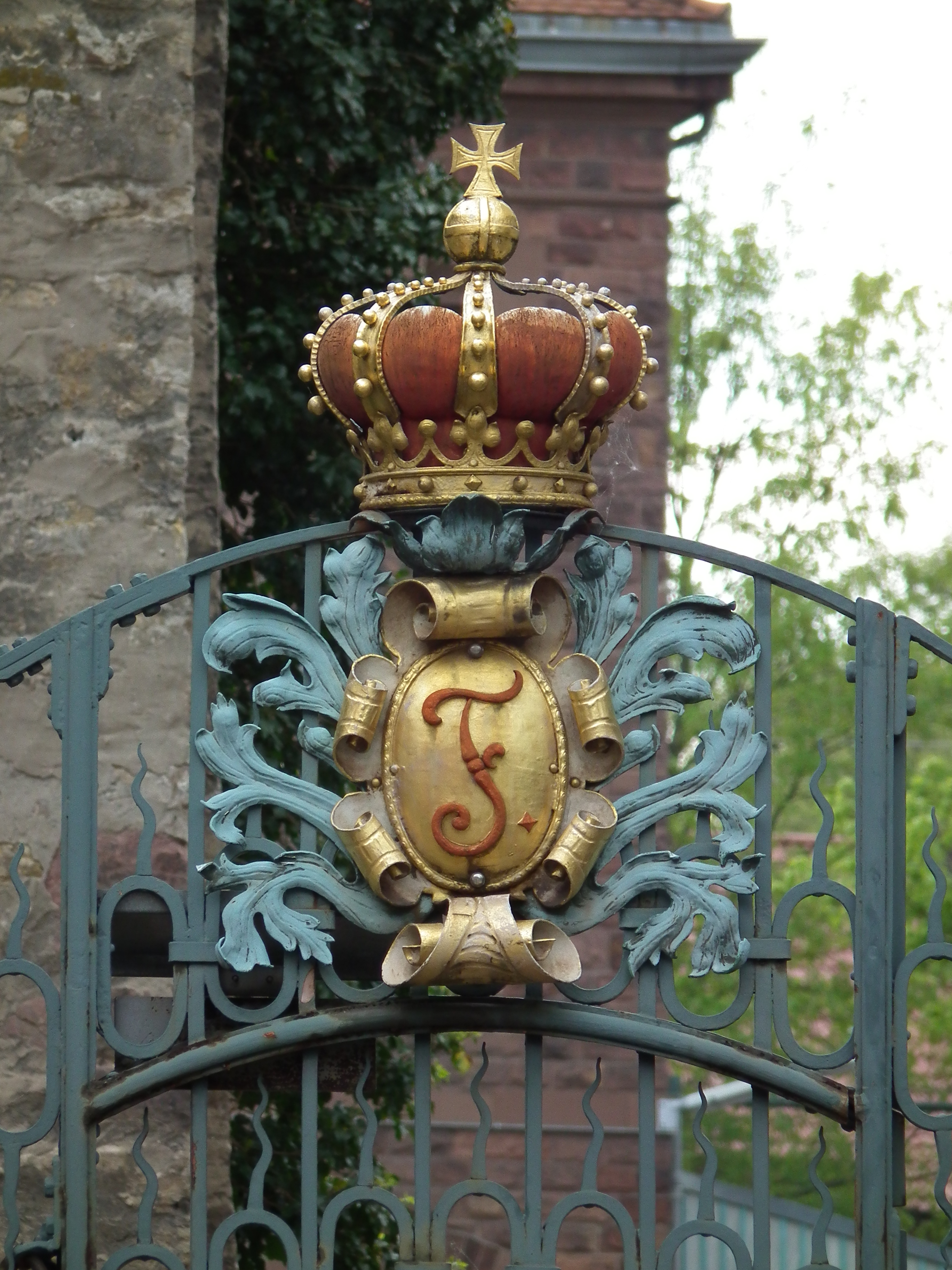
Detail vom Tor zum Schlosshof